# Битка код Чинхојија
У близини grada Чинхојија се 26. априла 1966. године одиграла битка између герилаца Афричке националне ослободилачке војске Зимбабвеа (Zimbabwe African National Liberation Army) и родезијских снага. У бици је погинуло 7 герилаца: Сајмон Њандоро (Simon Nyandoro), Кристофер Чатамбудза (Christopher Chatambudza), Годвин Мањерењере (Godwin Manyerenyere), Артур Марамба (Arthur Maramba), Чаби Савана (Chubby Sawana), Годфри Дубе (Godfrey Dube) и Дејвид Гузузу (David Guzuzu). Тај дан се сматра за почетак устанка против владавине беле мањине у Родезији — Друга Чимуренга. У Чинхојију је подигнут споменик палим герилцима.